# 利索戈拉
49°16′19″N 28°20′1″E / 49.27194°N 28.33361°E
利索戈拉（烏克蘭語：Лисогора），是烏克蘭的村落，位於該國西南部文尼察州，由文尼察區負責管轄，面積0.89平方公里，海拔高度289米，2001年人口557，人口密度每平方公里624.44人。